# Clítor
Clítor (en griego Κλείτωρ; latín Cleitor) fue una antigua ciudad-estado de Arcadia. El yacimiento se encuentra tres kilómetros al norte de la actual ciudad de Klitoría, en la prefectura de Acaya.

## Toponimia
Se cree que su nombre deriva de su situación en una llanura cerrada por montes en todos sus lados (del verbo griego κλείω kleíō, "cerrar"), aunque tradicionalmente se ha justificado dada su hipotética fundación por parte del rey mítico Clítor.

## Geografía física
El territorio de la ciudad recibía el nombre de Clitoria y limitaba al este con Feneo, al oeste con Psófide, al norte con Cineta y Acaya y al sur con Cafias, Trípoli y Telpusa. Se localizaba en el valle bajo del antiguo río Ladón, afluente del Aroanio (actual Katsana) Cerca de la ciudad discurría el río Klítor (Κλείτορ).

## Historia
La ciudad creció a partir de un asentamiento pelásgico, aunque la leyenda atribuye su fundación al rey mitológico Clítor, hijo de Azán, que fue el quinto rey de Arcadia. Clítor luchó contra el rey Soo de Esparta que la quiso ocupar en tiempos míticos. Después conquistó Lusos, Pao y otras ciudades cercanas. Fue una ciudad importante dentro de Arcadia y en la guerra de Tebas luchó contra Orcómeno. Más tarde fue parte de la Liga Aquea y rechazó los ataques etolios. Algunas reuniones de la Liga Aquea se hicieron en la ciudad. Estrabón la menciona como destruida ya en el siglo I a. C., pero en realidad subsistió con cierta importancia hasta la época de Septimio Severo.

## Patrimonio
Según Pausanias existían santuarios de Deméter, de Asclepio, de Ilitía y de los Dioscuros, estando este último a cuatro estadios de Clítor. A treinta estadios existió un templo de Atenea Coria, en honor a la cual se celebraba una fiesta cada año.
Aunque no se han llevado a cabo excavaciones sistemáticas, actualmente se conserva el antiguo teatro, en el que se hacen representaciones, las murallas de la ciudad y pequeños restos de otros edificios.